# Pakistan Olympic Association
Die Pakistan Olympic Association (Urdu: پاکستان اولمپک ایسوسی ایشن, Akronym: POA) ist das Nationale Olympische Komitee Pakistans. Das Komitee wurde durch Muhammad Ali Jinnah 1948 gegründet mit dem Ziel, dem neugegründeten Staat Pakistan eine aktive Teilnahme an der Olympiade zu ermöglichen. Der erste Präsident war Ahmed E. H. Jaffar. Die Aufgabe des Komitees ist die Förderung des olympischen Sports und Bereitstellung einer Delegation bei Olympischen Spielen. Das Nationale Olympische Komitee ist Ansprechpartner für das Internationale Olympische Komitee und der älteste Sportverband in Pakistan. Die Anerkennung durch den IOC erfolgte im Gründungsjahr. Die Pakistan Olympic Association hat ihren Sitz im olympischen Haus in Lahore.

## Geschichte
Nach der Teilung Indiens kam schnell die Idee auf, den Sport in Pakistan zu professionalisieren. Dies wurde mit der Gründung des Nationalen Olympischen Komitees in Pakistan 1948 erreicht. Die Pakistan Olympics Association war bis zur Gründung der Pakistan Sports Board 1962 für den gesamten Sport in Pakistan verantwortlich. Das Komitee ist außerdem Mitglied im Vereinigung der Nationalen Olympischen Komitees und im Olympic Council of Asia. Einige Mitglieder der Pakistan Olympic Association nehmen auch Aufgaben im Management des IOC wahr.

## Aufgabe und Mission des Komitees
Die Aufgabe des Komitees besteht darin, den Sport in Pakistan zu fördern und daher arbeitet sie mit nationalen Sportverbänden
zusammen. Die Organisation und Bereitstellung einer Mannschaft für die Commonwealth Games und die Organisation der jährlich stattfindenden nationalen Sportspiele fällt auch in den Aufgabenbereich des Komitees. Die Mission des Komitees ist es,
die olympische Bewegung in Pakistan zu entwickeln und zu schützen. Dies soll in Einklang mit der Olympischen Charta geschehen. Seine Mission kann das Komitee nur dann erfüllen, wenn es mit Nichtregierungsorganisationen sowie Internationale Organisationen zusammenarbeitet.

## Nationale Olympische Verbände
Das Komitee kontrolliert seine Mitgliedschaften durch die Affiliation and Constitution Committee (ACC), die aus den nationalen Sportverbänden und den POA Offiziellen jeder Provinz besteht. Folgende nationale olympische Verbände sind mit der POA verbunden:
- Balochistan Olympic Association
- Khyber Pakhtunkhwa Olympic Association
- Punjab Olympic Association
- Sindh Olympic Association
- Kashmir Olympic Association